# Ełektron Romny
Ełektron Romny (ukr. Футбольний клуб «Електрон» Ромни, Futbolnyj Kłub „Ełektron” Romny) – ukraiński klub piłkarski z siedzibą w Romnach, w obwodzie sumskim.
W latach 1997–2004 występował w rozgrywkach ukraińskiej Drugiej Lihi, a w sezonie 1992-1994 w rozgrywkach Przejściowej Lihi.

## Historia
Chronologia nazw:
- od?: Ełektron Romny (ukr. «Електрон» Ромни)

Drużyna piłkarska Ełektron Romny została założona w mieście Romny w XX wieku. Zespół występował w rozgrywkach mistrzostw i Pucharu obwodu sumskiego.
Od początku rozgrywek w niezależnej Ukrainie klub występował w rozgrywkach Przejściowej Lihi, w której występował do 1994. W sezonie 1993/94 zajął 17. miejsce i pożegnał się z rozgrywkami na szczeblu profesjonalnym. W sezonie 1995/96 startował w Amatorskiej Lidze, gdzie zajął drugie miejsce w 4 grupie, a w następnym sezonie najpierw pierwsze miejsce w 4 grupie, a potem pierwsze w turnieju finałowym i zdobył awans. W sezonie 1997/98 debiutował w rozgrywkach Drugiej Lihi, Grupie W, w której występował do 2004. W sezonie 2003/04 po 21 kolejce zrezygnował z dalszych występów na szczeblu profesjonalnym. Klub pozbawiono statusu profesjonalnego, a w pozostałych meczach uznano porażki -:+.
Potem jako drużyna amatorska kontynuował występy w rozgrywkach Mistrzostw i Pucharu obwodu.

## Sukcesy
- Druha Liha:

3. miejsce: 1997/98
- Puchar Ukrainy:

1/8 finału: 2002/03